# Harris (Familienname)
Harris ist ein englischer Familienname. Er entwickelte sich aus der Form Harry’s Son (Son of Harry); wobei sich der Name Harry von Henry oder Heinrich ableitet.

## Namensträger

### A
- Ace Harris (1910–1964), US-amerikanischer Musiker
- Alan Harris (Ingenieur) (1916–2000), britischer Bauingenieur
- Alan Harris (Schauspieler) (1938–2020), britischer Schauspieler
- Alan Harris (Illustrator) (* 1957), britischer Vogelillustrator
- Alan Harris (Produzent) (* 1966), britischer Filmproduzent
- Alan W. Harris (* 1944), US-amerikanischer Astronom
- Aleshea Harris (* 1981), US-amerikanische Dramatikerin
- Alex Harris (* 1994), schottischer Fußballspieler
- Alexander C. Harris (* 1986), US-amerikanischer Basketballspieler
- Alice Harris (Linguistin) (* 1947), US-amerikanische Linguistin
- Alice Seeley Harris (1870–1970), britische Missionarin und Fotografin
- Alice Kessler-Harris (* 1941), US-amerikanische Historikerin
- Alison Harris (Politikerin) (* 1965), schottische Politikerin
- Alison Harris (Schauspielerin), britische Schauspielerin
- Andrew Harris (Tennisspieler) (* 1994), australischer Tennisspieler
- Andrew Harold Harris (1964–1996), neuseeländischer Bergsteiger
- Andrew L. Harris (1835–1915), US-amerikanischer Politiker
- Andrew P. Harris (* 1957), US-amerikanischer Politiker
- Angela Harris, Baroness Harris of Richmond (* 1944), britische Politikerin
- Anita Harris (* 1942), britische Sängerin
- Anthony Harris (Snookerspieler) (* 1968), englischer Snookerspieler
- Anthony Harris (Footballspieler, 1973) (* 1973), US-amerikanischer American-Football-Spieler (Linebacker, Miami Dolphins)
- Anthony Harris (Footballspieler, 1981) (* 1981), US-amerikanischer American-Football-Spieler (Defensive Tackle, New York Jets)
- Anthony Harris (Footballspieler, 1991) (* 1991), US-amerikanischer American-Football-Spieler (Safety, Minnesota Vikings)
- Anthony Charles Harris (1790–1869), britischer Geschäftsmann und Kunstsammler
- Archibald Harris (Autor), US-amerikanischer Autor
- Archibald John Harris (1892–1955), englischer Cricketspieler
- Archie Harris (1918–1965), US-amerikanischer Diskuswerfer
- Art Harris (1947–2007), US-amerikanischer Basketballspieler
- Arthur Harris (Bomber-Harris; 1892–1984), britischer Offizier der Royal Air Force
- Arthur Harris (Polospieler) (1890–1968), US-amerikanischer Brigadegeneral und Polospieler
- Arthur Brooks Harris (* 1935), US-amerikanischer Physiker
- Arville Harris (1904–1954), US-amerikanischer Jazzmusiker
- Ashlyn Harris (* 1985), US-amerikanische Fußballspielerin
- Atiba Harris (Atiba Erasto Harris, * 1985), Fußballspieler von St. Kitts und Nevis
- Augustine Harris (1917–2007), britischer Geistlicher, Bischof von Middlesbrough

### B
- Barbara Harris (Schauspielerin) (1935–2018), US-amerikanische Schauspielerin
- Barbara Clementine Harris (1930–2020), US-amerikanische anglikanische Bischöfin
- Barbara Eve Harris (* 1959), kanadische Schauspielerin
- Barry Harris (1929–2021), US-amerikanischer Jazz-Pianist
- Baxter Harris (* 1940), US-amerikanischer Schauspieler
- Beaver Harris (1936–1991), US-amerikanischer Jazz-Schlagzeuger
- Becky Jo Harris (* 1992), US-amerikanische Theater und Filmschauspielerin
- Bende Harris (* 1939), dänische Schauspielerin
- Benjamin Harris (Verleger) (um 1673–um 1716), englischer Verleger
- Benjamin Gwinn Harris (1805–1895), US-amerikanischer Politiker
- Benjamin W. Harris (1823–1907), US-amerikanischer Politiker
- Benny Harris (1919–1975), US-amerikanischer Jazz-Trompeter
- Bernard A. Harris (* 1956), US-amerikanischer Astronaut
- Bernard J. Harris, britischer Historiker und Soziologe
- Bert Harris (1874–1897), britischer Bahnradsportler
- Bertha Harris (1937–2005), US-amerikanische Autorin
- Betty Harris (* 1939), US-amerikanische Sängerin
- Bev Harris (* 1951), US-amerikanische Bürgerrechtlerin
- Bill Harris (Schwimmer) (1897–1961), US-amerikanischer Schwimmer
- Bill Harris (Fußballspieler, 1900) (1900–1969), englischer Fußballspieler
- Bill Harris (Jazzmusiker) (1916–1973), US-amerikanischer Jazz-Posaunist
- Bill Harris (Fußballspieler, 1918) (1918–1996), englischer Fußballspieler
- Bill Harris (Gitarrist) (1925–1988), US-amerikanischer RBB- und Jazzmusiker
- Bill Harris (Fußballspieler, 1928) (1928–1989), walisischer Fußballspieler und -trainer
- Bill Harris (Politiker) (* 1934), US-amerikanischer Politiker (Ohio)
- Bill Harris (Biologe) (* 1950), kanadischer Neurowissenschaftler
- Billy Harris (Eishockeyspieler, 1935) (1935–2001), kanadischer Eishockeyspieler und -trainer
- Billy Harris (Eishockeyspieler, 1952) (* 1952), kanadischer Eishockeyspieler
- Billy Harris (Tennisspieler) (* 1995), britischer Tennisspieler
- Bob Harris (Basketballspieler) (* 1927), US-amerikanischer Basketballspieler
- Bob Harris (Pianist) (1943–2001), US-amerikanischer Jazzpianist, Keyboarder und Arrangeur
- Bob Harris (Trompeter), US-amerikanischer Keyboarder und Trompeter
- Bob Harris (Snookerspieler) (* 1956), englischer Snookerspieler
- Bob Harris (Autor) (* 1963), US-amerikanischer Autor, Komiker und Hörfunkmoderator
- Bob Harris (Fußballspieler) (* 1987), schottischer Fußballspieler
- Brad Harris (1933–2017), US-amerikanischer Bodybuilder und Schauspieler
- Brandon Shack-Harris (* 1981), US-amerikanischer Pokerspieler
- Brant Harris (* 1989), kanadischer Eishockeyspieler
- Brian Harris (Jurist) (* 1932), britischer Jurist
- Brian Harris (Fußballspieler) (1935–2008), englischer Fußballspieler und -trainer
- Brian Harris (Kameramann) (* 1938), britischer Kameramann
- Brian Harris (Fotograf) (* 1951), kanadischer Fotograf
- Brian Harris (Autor), Science-Fiction-Autor
- Brian Harris (Schauspieler) (* 1966), US-amerikanischer Schauspieler
- Brok Harris (* 1985), südafrikanischer Rugbyspieler
- Bruce Harris (* 1979), US-amerikanischer Jazzmusiker
- Bucky Harris (1896–1977), US-amerikanischer Baseballspieler

### C
- Caleel Harris (* 2003), US-amerikanischer Schauspieler
- Callard Harris, US-amerikanischer Schauspieler
- Calvin Harris (eigentlich Adam Richard Wiles; * 1984), schottischer Sänger
- Calvin Harris (Basketballspieler) (* 1991), US-amerikanischer Basketballspieler
- Caroline Harris, US-amerikanische Schauspielerin
- Cassandra Harris (1948–1991), australische Schauspielerin
- Charlaine Harris (* 1951), US-amerikanische Autorin
- Charles Harris (Bischof) (Charles Amyand Harris; 1813–1874), britischer Geistlicher, Bischof von Gibraltar
- Charles Harris (Admiral) (1887–1957), britischer Admiral
- Charles Harris (Cricketspieler) (1907–1954), englischer Cricketspieler
- Charles Harris (Fotograf) (Teenie Harris; 1908–1998), US-amerikanischer Fotograf
- Charles Harris (Tennisspieler) (1914–1993), US-amerikanischer Tennisspieler
- Charles Harris (Musiker) (Charlie Harris; 1916–2003), US-amerikanischer Bassist
- Charles Harris (Kanute), US-amerikanischer Kanute
- Charles Harris (Footballspieler) (* 1995), US-amerikanischer American-Football-Spieler
- Charles Alexander Harris (1855–1947), britischer Kolonialbeamter, Gouverneur von Neufundland
- Charles B. Harris (1940–2020), US-amerikanischer Chemiker
- Charles K. Harris (1867–1930), US-amerikanischer Komponist
- Charles M. Harris (1821–1896), US-amerikanischer Politiker
- Chauncy Harris (1914–2003), US-amerikanischer Geograph
- Chris Harris (Basketballspieler) (1933–2022), englischer Basketballspieler
- Chris Harris (Autor) (* 1939), kanadischer Autor
- Chris Harris (Informatiker) (* 1945), englischer Ingenieur, Informatiker und Hochschullehrer
- Chris Harris (Cricketspieler) (* 1969), neuseeländischer Cricketspieler
- Chris Harris (Wrestler) (* 1973), US-amerikanischer Wrestler
- Chris Harris (Journalist) (* 1975), britischer Motorjournalist, Moderator und Rennfahrer
- Chris Harris (Fußballspieler) (* 1975), englischer Fußballspieler
- Chris Harris (Dartspieler) (* 1977), walisischer Dartspieler
- Chris Harris (Basketballtrainer) (* 1979), kanadischer Basketballtrainer
- Chris Harris (Rennfahrer) (* 1982), britischer Speedway-Fahrer
- Chris Harris (Footballspieler, 1982) (* 1982), US-amerikanischer American-Football-Spieler (Safety)
- Chris Harris (Footballspieler, 1989) (* 1989), US-amerikanischer American-Football-Spieler (Cornerback)
- Chris Harris (Rugbyspieler) (* 1990), schottischer Rugbyspieler
- Christine Harris (Schwimmerin) (* 1942), britische Schwimmerin
- Christine Harris (Autorin) (* 1955), australische Autorin
- Christine Harris (Bogenschützin) (* 1956), britische Bogenschützin
- Christine Harris (Schauspielerin) (* 1959), australische Schauspielerin
- Christopher Harris (Politiker, † 1625) († 1623), englischer Politiker, Parlamentsmitglied
- Christopher Harris (Politiker, † 1625) († 1625), englischer Politiker, Parlamentsmitglied
- Christopher Harris, US-amerikanischer Schallplattenproduzent, siehe Zeuss
- Christopher Harris (Ruderer) (* 1985), neuseeländischer Ruderer
- Christopher Columbus Harris (1842–1935), US-amerikanischer Rechtsanwalt, Bankier und Politiker
- Christopher Heaton-Harris (* 1967), britischer Politiker (Conservative Party)
- Clare Harris (* 1965), britische Anthropologin
- Claude Harris, Jr. (1940–1994), US-amerikanischer Jurist und Politiker
- Clement Harris (1871–1897), britischer Pianist und Komponist
- Cliff Harris (Captain Crash; * 1948), US-amerikanischer American-Football-Spieler
- Colton Harris-Moore (* 1991), US-amerikanischer Krimineller
- Corey Harris (Musiker) (* 1969), US-amerikanischer Musiker
- Corey Harris (Footballspieler, 1969) (* 1969), US-amerikanischer American-Football-Spieler (Safety, Baltimore Ravens)
- Corey Harris (Footballspieler, 1976) (* 1976), US-amerikanischer American-Football-Spieler (Defensive Back, Kansas City Chiefs)
- Craig Harris (* 1953), US-amerikanischer Jazz-Posaunist
- Cyrah Alexa Harris (* 1993), US-amerikanische Pornodarstellerin siehe Honey Gold

### D
- Dalton Harris (* 1993), jamaikanischer Sänger
- Damian Harris (* 1958), britisch-amerikanischer Filmregisseur und Drehbuchautor
- Damien Harris (* 1997), US-amerikanischer American-Football-Spieler
- Damon Harris († 2013), US-amerikanischer Soul- und R&B-Sänger
- Dan Harris (Journalist) (Daniel Benjamin Harris; * 1971), US-amerikanischer Journalist
- Dan Harris (Badminton), schottischer Badmintonspieler
- Dan Harris (Drehbuchautor) (Daniel P. Harris; * 1979), US-amerikanischer Drehbuchautor
- Dan Harris (Politiker) (* 1979), kanadischer Politiker
- Daniel Harris (Architekt) (1761–1840), englischer Architekt und Bauingenieur
- Daniel D. Harris (1947–2012), US-amerikanischer Gitarrist und Schauspieler
- Daniel Gibson Harris (1915–2007), britischer Agent und Militärschriftsteller
- Danielle Harris (* 1977), US-amerikanische Schauspielerin
- Danneel Harris (* 1979), US-amerikanische Schauspielerin, siehe Danneel Ackles
- Danny Harris (* 1965), US-amerikanischer Leichtathlet
- David Harris (Journalist) (1946–2023), US-amerikanischer Journalist und Autor, Kriegsgegner
- David Harris (Rechtswissenschaftler) (* 1949), US-amerikanischer Anwalt
- David Harris (Maler) (* 1956), britischer Maler
- David Harris (Schauspieler) (1949–2024), US-amerikanischer Schauspieler
- David Harris (Programmierer) (* 1961), neuseeländischer Programmierer
- David Harris (Footballspieler) (* 1984), US-amerikanischer American-Football-Spieler
- David Harris (Komponist), US-amerikanischer Komponist und Dirigent
- David Harris (Zeichner), nauruischer Zeichner
- David Harris (Kampfsportler), US-amerikanischer Mixed-Martial-Arts-Kämpfer
- David A. Harris (* 1937), britischer Politiker
- David R. Harris (1930–2013), britischer Geograph
- Deborah Kahn-Harris (* 1968), amerikanisch-britische Rabbinerin, Direktorin des Leo Baeck College
- Deion Harris (* 1995), US-amerikanischer American-Football-Spieler
- Del Harris (Basketballtrainer) (* 1937), US-amerikanischer Basketballtrainer
- Del Harris (Squashspieler) (* 1969), englischer Squashspieler
- Deonte Harris (* 1997), US-amerikanischer American-Football-Spieler, siehe Deonte Harty
- Devin Harris (* 1983), US-amerikanischer Basketballspieler
- Devon Harris (* 1964), jamaikanischer Bobfahrer
- Dickie Harris (1918–2009), US-amerikanischer Jazz- und R&B-Musiker
- Dionna Harris (* 1968), US-amerikanische Softballspielerin
- Don Sugarcane Harris (1938–1999), US-amerikanischer Jazz-Violinist
- Donald J. Harris (* 1938), jamaikanisch-amerikanischer Wirtschaftswissenschaftler
- Dylan J. Harris, US-amerikanischer Schauspieler

### E
- E. Lynn Harris (1955–2009), US-amerikanischer Autor
- Ed Harris (* 1950), US-amerikanischer Schauspieler und Produzent
- Eddie Harris (1934–1996), US-amerikanischer Tenorsaxophonist
- Edward Harris (Richter, 1575) (1575–1636), irischer Richter und Politiker
- Edward Harris (Philanthrop) (1801–1872), US-amerikanischer Wollfabrikant, Abolitionist und Philanthrop
- Edward Harris (Richter, 1763) (1763–1813), US-amerikanischer Rechtsanwalt, Politiker und Richter
- Edward Harris (Ornithologe) (1799–1863), US-amerikanischer Vogelkundler
- Edward Harris (Marinekommandant) (1808–1888), britischer Marinekommandant, Diplomat und Politiker
- Edward Harris (Filmkomponist) (* 1959), deutsch-amerikanischer Filmkomponist
- Edward Harris (Archäologe), britischer Archäologe und Direktor des Bermuda Maritime Museum

- Edwin Harris (1855–1906), englischer Maler
- Elias Harris (* 1989), deutscher Basketballspieler
- Elisha Harris (1791–1861), US-amerikanischer Politiker
- Elizabeth Eden Harris (* 1997), US-amerikanische Rapperin, bekannt als CupcakKe
- Ellen T. Harris (* 1945), US-amerikanische Musikwissenschaftlerin
- Elwin Elmer Harris (1897–2000), US-amerikanischer Chemiker
- Emily Cumming Harris (1837–1925), neuseeländische Malerin
- Emmylou Harris (* 1947), US-amerikanische Country-Sängerin
- Eric David Harris (1981–1999), US-amerikanischer Amokläufer, siehe Amoklauf an der Columbine High School
- Errol Harris (1908–2009), südafrikanischer Philosoph
- Estelle Harris (geb. Estelle Nussbaum; 1928–2022), US-amerikanische Schauspielerin, Synchronsprecherin und Komikerin
- Eve Harris (* 1973), britische Schriftstellerin

### F
- Facia Boyenoh Harris, liberianische Anwältin und Frauenrechtlerin
- Flirtisha Harris (* 1972), US-amerikanische Sprinterin
- Ford W. Harris (1877–1962), US-amerikanischer Ingenieur und Patentanwalt
- Franco Harris (1950–2022), US-amerikanischer Footballspieler
- Frank Harris (Schriftsteller) (1856–1931), irisch-englischer Autor
- Frank Harris (Snookerspieler), australischer Snookerspieler
- Frank Harris (Cricketspieler) (1907–1936), englischer Cricketspieler
- Frank Harris (Regisseur) († 2020), US-amerikanischer Kameramann und Regisseur
- Frank Harris (* 1908), englischer Fußballspieler, siehe Francis Harris
- Frank Clifford Harris (1875–1949), britischer Lyriker
- Frank Gaines Harris (1871–1944), US-amerikanischer Politiker
- Fred Harris, ein Pseudonym von Fernando Bilbao, spanischer Schauspieler
- Fred Harris (Musiker) (* 1970), US-amerikanischer Pianist, Komponist und Arrangeur
- Fred R. Harris (1930–2024), US-amerikanischer Politiker
- Frederick Harris (* 1984), sierra-leonischer Judoka
- Frieda Harris (1877–1962), englische Künstlerin

### G
- Gary Harris (* 1994), US-amerikanischer Basketballspieler
- Gene Harris (1933–2000), US-amerikanischer Jazz-Pianist
- George Harris, 1. Baron Harris (1746–1829), britischer Kolonialgouverneur und General
- George Harris (Philosoph) (1809–1890), britischer Philosoph und Autor
- George Harris, 3. Baron Harris (1810–1872), britischer Kolonialgouverneur und Politiker
- George Harris, 4. Baron Harris (1851–1932), britischer Kolonialgouverneur und Cricketspieler
- George Harris (Fußballspieler, 1875) (1875–1910), englischer Fußballspieler
- George Harris (Fußballspieler, 1877) (1877–??), englischer Fußballspieler
- George Harris (Fußballspieler, 1878) (1878–1923), englischer Fußballspieler
- George Harris, 5. Baron Harris (1889–1984), britischer Politiker
- George Harris (Fußballspieler, 1900) (1900–1965), englischer Fußballspieler
- George Harris (Fußballspieler, 1904) (1904–1986), englischer Fußballspieler
- George Harris (Fußballspieler, 1916) (1916–1998), walisischer Fußballspieler
- George Harris, 6. Baron Harris (1920–1995), britischer Politiker
- George Harris (Judoka) (George Lee Harris; 1933–2011), US-amerikanischer Judoka
- George Harris (Fußballspieler, 1936) (* 1936), englischer Fußballspieler
- George Harris (Fußballspieler, 1940) (* 1940), englischer Fußballspieler
- George Harris (Schauspieler) (* 1949), britischer Schauspieler
- George E. Harris (1827–1911), US-amerikanischer Politiker
- George Frederick Harris (Musiker) (1796–1867), britischer Musiker und Komponist
- George Frederick Harris (Maler) (1856–1924/1926), britischer Maler
- George Frederick Harris (Paläontologe) (1862–1906), britischer Paläontologe und Geologe
- George Prideaux Robert Harris (1775–1810), australischer Naturforscher
- Georges Harris, belgischer Autorennfahrer
- Georgia Harris (* 2004), australische Sprinterin
- Gerry Harris (1935–2020), englischer Fußballspieler
- Gilbert Harris (* 1984), US-amerikanischer Footballspieler
- Gilbert Dennison Harris (1864–1952), US-amerikanischer Paläontologe
- Giordan Harris (* 1993), Schwimmer von den Marshallinseln
- Gordon Harris (Schauspieler) (1918–1965), britischer Schauspieler
- Gordon Harris (Fußballspieler) (1940–2014), englischer Fußballspieler
- Gordon Harris (Cricketspieler) (* 1964), englischer Cricketspieler
- Grace Harris (* 1993), australische Cricketspielerin
- Graham Harris (* 1937), australischer Politiker
- Greg Harris (* 1955), US-amerikanischer Politiker
- Gus Harris (1908–2000), kanadischer Politiker

### H
- Hal Harris (1920–1992), US-amerikanischer Gitarrist
- Harriet Sansom Harris (* 1955), US-amerikanische Schauspielerin
- Harold Harris (* 1934), US-amerikanischer Jazzpianist
- Harry Harris (Boxer) (1880–1958), US-amerikanischer Boxer
- Harry Harris (Biochemiker) (1919–1994), britischer Biochemiker und Genetiker
- Harry Harris (Regisseur) (1922–2009), US-amerikanischer Filmregisseur
- Harry Harris (Schauspieler) (* 1924), Schauspieler
- Harry Harris (Fußballspieler) (1933–2004), walisischer Fußballspieler
- Harry B. Harris (* 1956), US-amerikanischer Admiral
- Henry Harris (Produzent) (1866–1912), US-amerikanischer Theaterproduzent und -manager
- Henry Harris (Mediziner) (1925–2014), britischer Mediziner australischer Herkunft
- Henry Albert Harris (1886–1968), walisischer Anatom
- Henry Ellis Harris (1902–1977), US-amerikanischer Philatelist und Briefmarkenhändler
- Henry R. Harris (1828–1909), US-amerikanischer Politiker
- Henry S. Harris (1850–1902), US-amerikanischer Politiker
- Henry Silton Harris (* 1926), kanadischer Philosoph
- Henry Wilson Harris (1883–1955), britischer Journalist und Herausgeber
- Herbert Harris (1926–2014), US-amerikanischer Politiker
- Herman Harris, US-amerikanischer Basketballspieler
- Hilary Harris (1929–1999), US-amerikanischer Filmregisseur, Experimental- und Dokumentarfilmer
- Houston Harris (1924–1998), US-amerikanischer Wrestler, siehe Bobo Brazil
- Howell Harris (1714–1773), walisischer methodistischer Prediger und Führer der Erweckungsbewegung
- Hugh P. Harris (1909–1979), US-amerikanischer General
- Hunter Harris Jr. (1909–1987), US-amerikanischer General der Air Force

### I
- Ian Carr-Harris (* 1941), kanadischer Bildhauer und Installationskünstler
- Iestyn Harris (* 1976), walisischer Rugbyspieler
- Ira Harris (1802–1875), US-amerikanischer Politiker
- Isaiah Harris (* 1996), US-amerikanischer Mittelstreckenläufer
- Isham G. Harris (1818–1897), US-amerikanischer Politiker

### J
- Jack Harris (Fußballspieler, 1891) (1891–1966), schottischer Fußballspieler
- Jack Harris (Musiker), US-amerikanischer Musiker
- Jack Harris (Leichtathlet) (1902–??), kanadischer Leichtathlet
- Jack Harris (Fußballspieler, 1903) (1903–1997), schottischer Fußballspieler
- Jack Harris (Filmeditor) (1905–1971), britischer Filmeditor
- Jack Harris (Politiker, 1917) (1917–1997), kanadischer Politiker (Ontario)
- Jack Harris (Golfspieler) (1922–2014), australischer Golfspieler
- Jack Harris (Politiker, 1948) (* 1948), kanadischer Politiker (Neufundland und Labrador)
- Jack Harris (Sänger, 1951) (* 1951), britischer Sänger
- Jack Harris (Sänger, 1986) (* 1986), walisischer Singer-Songwriter
- Jack C. Harris (* 1947), US-amerikanischer Comicautor
- Jack H. Harris (1918–2017), US-amerikanischer Filmproduzent und Filmverleiher
- Jaivon Harris (* 1982), US-amerikanischer Basketballspieler
- James Harris (Gelehrter) (1709–1780), britischer Gelehrter und Politiker
- James Harris, 1. Earl of Malmesbury (1746–1820), britischer Diplomat
- James Harris (Fußballspieler) (Jimmy Harris; 1933–2022), englischer Fußballspieler
- James Harris (Rechtsphilosoph) (1940–2004), britischer Rechtsphilosoph
- James Harris (Footballspieler, 1947) (James Larnell Harris; * 1947), US-amerikanischer American-Football-Spieler
- James Harris (1950–2020), US-amerikanischer Wrestler, siehe Kamala (Wrestler)
- James Harris III. (* 1959), US-amerikanischer Musikproduzent, siehe Jimmy Jam und Terry Lewis
- James Harris (Filmproduzent) (* 1982), britischer Filmproduzent
- James Harris (Footballspieler, 1982) (* 1982), US-amerikanischer American-Football-Spieler
- James Harris (Leichtathlet) (* 1991), US-amerikanischer Sprinter
- James B. Harris (* 1928), US-amerikanischer Filmproduzent, Regisseur und Drehbuchautor
- James E. Harris (1840–1923), US-amerikanischer Politiker
- James Howard Harris, 3. Earl of Malmesbury (1807–1889), britischer Staatsmann
- James Morrison Harris (1817–1898), US-amerikanischer Politiker
- James Rendel Harris (1852–1941), britischer Theologe
- Jamie Harris (* 1963), britischer Schauspieler
- Jane Harris (* 1961), britische Schriftstellerin
- Jared Harris (* 1961), britischer Schauspieler
- Jasper Harris (* 1996), britischer Kinderschauspieler
- Jean C. Harris (1927–1988), US-amerikanische Kunsthistorikerin und Museumsdirektorin
- Jed Harris (eigentlich Jakob Hirsch-Horowitz; 1900–1979), US-amerikanischer Broadway-Produzent und Drehbuchautor
- Jeremy O. Harris (* 1989), US-amerikanischer Dramatiker und Schauspieler
- Jerome Harris (* 1953), US-amerikanischer Jazzbassist
- Jessica B. Harris (* 1948), US-amerikanische Historikerin
- Jet Harris (1939–2011), englischer Bassgitarrist
- Jo Ann Harris (Juristin) († 2014), US-amerikanische Juristin
- Joanne Harris (* 1964), britische Schriftstellerin
- Joe Harris (Baseballspieler, 1882) (1882–1966), US-amerikanischer Baseballspieler
- Joe Harris (Baseballspieler, 1891) (1891–1959), US-amerikanischer Baseballspieler
- Joe Harris (Fußballspieler) (1893–1933), schottischer Fußballspieler
- Joe Harris (Politiker) (* ?), US-amerikanischer Politiker
- Joe Harris (Schlagzeuger) (1926–2016), US-amerikanischer Jazz-Schlagzeuger
- Joe Harris (Sänger) (1943–2003), belgischer Sänger
- Joe Harris (Boxer) (1945–1990), US-amerikanischer Boxer
- Joe Harris (Mathematiker) (Joseph Daniel Harris; * 1951), US-amerikanischer Mathematiker
- Joe Harris (Filmregisseur) (* ?), US-amerikanischer Filmregisseur, Drehbuchautor und Comic-Zeichner
- Joe Harris (Basketballspieler) (* 1991), US-amerikanischer Basketballspieler
- Joe Harris (Segler) (* ?), US-amerikanischer Segler und Geschäftsmann
- Joe Frank Harris (* 1936), US-amerikanischer Politiker
- Joel Chandler Harris (1848–1908), US-amerikanischer Journalist
- Johana Harris (geb. Mary Beula Aleta Duffey; 1912–1995), kanadische Pianistin, Komponistin und Musikpädagogin
- John Harris (Philologe) (auch John Harrys; um 1588–1658), englischer Geistlicher, Philologe und Hochschullehrer
- John Harris (Mathematiker) (1666–1719), englischer Mathematiker
- John Harris (Mediziner) (1754–1838), irisch-australischer Mediziner
- John Harris (Politiker) (1760–1824), US-amerikanischer Politiker
- John Harris (Offizier) (1793–1864), US-amerikanischer Marineoffizier
- John Harris (Fußballspieler, März 1896) (1896–1933), englischer Fußballspieler
- John Harris (Fußballspieler, November 1896) (1896–1955), irischer Fußballspieler
- John Harris (Fußballspieler, 1917) (1917–1988), schottischer Fußballspieler und -trainer
- John Harris, Baron Harris of Greenwich (1930–2001), britischer Journalist und Politiker
- John Harris (Fußballspieler, 1939) (* 1939), englischer Fußballspieler
- John Harris (Rennfahrer) (1938–2021), britischer Automobilrennfahrer
- John Harris (Philosoph) (* um 1945), britischer Philosoph
- John Harris (Künstler) (* 1948), britischer Maler und Illustrator
- John Harris (Anthropologe), neuseeländisch-amerikanischer Anthropologe und Archäologe
- John M. Harris, US-amerikanischer Arzt und Zahnarzt
- John R. Harris (John Rees Harris; 1934–2018), US-amerikanischer Wirtschaftswissenschaftler
- John S. Harris (1825–1906), US-amerikanischer Politiker
- John T. Harris (1823–1899), US-amerikanischer Politiker
- John W. Harris (John William Harris; * 1950), US-amerikanischer Physiker
- John William Harris (1808–1872), britischer Naturforscher
- Johnny Harris (Musiker) (1932–2020), britischer Musiker und Komponist
- Johnny Harris (* 1974), britischer Schauspieler und Theaterschauspieler
- Johnny Harris (Journalist) (* 1988), US-amerikanischer YouTuber
- Joi Harris (1976–2017), US-amerikanische Stuntwoman
- Jomo Harris (* 1995), barbadischer Fußballspieler
- Jon Harris (Künstler) (* 1943), britischer Künstler
- Jon Harris (Filmeditor) (* 1967), britischer Filmeditor und Filmregisseur
- Jon Harris (Footballspieler) (Jonathan Cecil Harris; * 1974), US-amerikanischer American-Football-Spieler
- Jon Harris (Bodybuilder) (* um 1975), britischer Bodybuilder
- Jonah Harris (* 1999), nauruischer Leichtathlet
- Jonathan Harris (eigentlich Jonathan Daniel Charasuchin; 1914–2002), US-amerikanischer Schauspieler und Synchronsprecher
- Jonson Clarke-Harris (* 1994), englischer Fußballspieler
- Jose Harris (1941–2023), britische Historikerin
- José Tetteh Kofie Green-Harris, gambischer Politiker
- Joseph Harris (Produzent), US-amerikanischer Musical-Produzent
- Joseph Daniel Harris (* 1951), US-amerikanischer Mathematiker (Joe Harris), siehe Joe Harris (Mathematiker)
- Joseph Everard Harris (* 1942), Erzbischof von Port of Spain
- Joseph John Harris (1912–1974), kanadischer Ruderer
- Joseph Michael Harris, US-amerikanischer Schauspieler
- Josh Harris (Footballspieler, 1982), amerikanischer American-Football-Spieler in der NFL auf der Position des Quarterbacks
- Josh Harris (Footballspieler, 1989), amerikanischer American-Football-Spieler in der NFL  auf der Position des Long Snappers
- Josh Harris (Footballspieler, 1991), amerikanischer American-Football-Spieler in der NFL  auf der Position des Runningback
- Josh Harris (Unternehmer), amerikanischer Investor, Eigentümer der Philadelphia 76ers, der New Jersey Devils und der Washington Commanders
- Joshua Harris (* 1974), US-amerikanischer Pfarrer und Autor
- Judith Anne Harris (1938–2019), US-amerikanische Paläoökologin, siehe Judith Van Couvering
- Judith Rich Harris (1938–2018), US-amerikanische Psychologin
- Julie Harris (1925–2013), US-amerikanische Schauspielerin
- Julie Harris (Kostümbildnerin) (1921–2015), britische Kostümbildnerin
- Julius Harris (1923–2004), US-amerikanischer Schauspieler

### K
- Kamala Harris (* 1964), US-amerikanische Juristin und Politikerin, 49. Vizepräsident der Vereinigten Staaten (2021–2025)
- Kareem Harris (* 1988), Fußballspieler von St. Kitts und Nevis
- Karl Harris (1979–2014), britischer Motorradrennfahrer
- Katherine Harris (* 1957), US-amerikanische Politikerin
- Keith Harris (Bauchredner) (1947–2015), britischer Bauchredner
- Keith Harris (Komponist) (* 1949), australischer Komponist
- Keith Harris (Produzent) (* 1976), amerikanischer Musikproduzent, Songwriter und Musiker
- Kerry Harris (* 1949), australische Tennisspielerin
- Kevin Bruce Harris, US-amerikanischer Jazz-Bassist
- Kim Harris (* 1960), dänischer Schauspieler
- Kwame Harris (* 1982), US-amerikanischer Footballspieler
- Kylie Rae Harris (1989–2019), US-amerikanische Singer-Songwriterin

### L
- Lafayette Harris (* 1963), US-amerikanischer Jazzmusiker
- Lagumot Harris (1938–1999), nauruischer Politiker
- Laura Harris (* 1976), kanadische Schauspielerin
- Lawren Harris (1885–1970), kanadischer Maler
- Lee Harris (* 1962), britischer Schlagzeuger und Musiker
- Leigh Harris (um 1954–2019), US-amerikanische Jazzsängerin
- Leigh Harris (* 1954), US-amerikanische Schauspielerin und Model, siehe Leigh und Lynette Harris
- Leon Harris (1929–2022), US-amerikanischer Szenenbildner und Artdirector
- Leonard Harris (1929–2011), US-amerikanischer Schauspieler, Journalist und Autor
- Leopold Harris (1874–1933), deutscher Unternehmer und Polizeibeamter
- Leroy Harris senior (1895–1969), US-amerikanischer Musiker (Banjo, Gitarre, Flöte)
- Leroy Harris junior (auch LeRoy Harris, 1916–2005), US-amerikanischer Musiker (Saxophon, Klarinette, Gesang)
- Lesley Harris (* 1954), kanadische Badmintonspielerin
- Lloyd Harris (* 1997), südafrikanischer Tennisspieler
- Lorne Carr-Harris (1899–1981), britischer Eishockeytorwart
- Louis Harris (Physikochemiker) (1897–1985), US-amerikanischer Physikochemiker
- Louis Harris (Maler) (1902–1970), US-amerikanischer Maler
- Louis Harris (Produzent) (1906–1991), US-amerikanischer Filmproduzent
- Louis Harris (Journalist) (1921–2016), US-amerikanischer Journalist und Meinungsforscher
- Lusia Harris (1955–2022), US-amerikanische Basketballspielerin
- Lynette Harris (* 1954), US-amerikanische Schauspielerin und Model, siehe Leigh und Lynette Harris

### M
- Madeleine Harris (* 2001), englische Kinderdarstellerin
- Maddie Harris (* 2000), US-amerikanische Speerwerferin
- Madonna Harris (* 1956), neuseeländische Sportlerin und Unternehmerin
- Major Harris (1947–2012), US-amerikanischer Soul-Sänger
- Malcolm Harris (* 1988), US-amerikanischer Journalist und Autor
- Malik Harris (* 1997), deutscher Popmusiker und Songwriter
- Marcelite J. Harris (1943–2018), US-amerikanische Militärangehörige
- Marcus Harris (* 1964), englischer Schauspieler
- Marion Harris (geb. Mary Ellen Harrison; 1896–1944), US-amerikanische Sängerin
- Marilyn Harris (Schauspielerin) (1924–1999), US-amerikanische Schauspielerin
- Marilyn Harris (Autorin) (1931–2002), US-amerikanische Autorin
- Mark Harris (Politiker, 1779) (1779–1843), US-amerikanischer Politiker (Maine)
- Mark Harris (Autor, 1922) (1922–2007), US-amerikanischer Autor
- Mark Harris (Rugbyspieler) (* 1947), australischer Rugby-League-Spieler
- Mark Harris (Schauspieler) (* 1949), US-amerikanischer Schauspieler
- Mark Harris (Musiker) (Marcus Reginald Harris; * 1962), US-amerikanischer Singer-Songwriter
- Mark Harris (Journalist) (Mark Elliot Harris; * 1963), US-amerikanischer Anglist, Journalist und Autor
- Mark Harris (Fußballspieler, 1963) (Mark Andrew Harris; * 1963), englischer Fußballspieler
- Mark Harris (Politiker, 1966) (* 1966), US-amerikanischer Geistlicher und Politiker (North Carolina)
- Mark Harris (Politiker, III), US-amerikanischer Politiker (Idaho)
- Mark Harris (Fußballspieler, 1998) (Mark Thomas Harris; * 1998), walisischer Fußballspieler
- Mark Jonathan Harris (* 1941), US-amerikanischer Dokumentarfilmer
- Mark R. Harris, US-amerikanischer Filmproduzent
- Mark W. Harris (* 1951), US-amerikanischer Theologe und Geistlicher
- Martin Harris (1783–1875), US-amerikanischer Finanzier des Buches Mormon
- Marty Harris (1933–2011), US-amerikanischer Pianist
- Marvin Harris (1927–2001), US-amerikanischer Anthropologe
- Mary Styles Harris (* 1949), US-Genetikerin,
- Max Harris (1921–1995), australischer Dichter, Literaturkritiker und Herausgeber
- Maya Harris (* 1967), US-amerikanische Anwältin und Fernsehmoderatorin
- Medi Harris (* 2002), britische Schwimmerin
- Meena Harris (* 1984), US-amerikanischen Anwältin, Produzentin, Kinderbuchautorin
- Meg Harris (* 2002), australische Schwimmerin
- Mel Harris (* 1956), US-amerikanische Schauspielerin
- Mel Harris (Filmproduzent) († 2008), US-amerikanischer Filmproduzent
- Melody Harris-Jensbach (* 1961), US-amerikanisch-südkoreanische Managerin
- Merriman Colbert Harris (1846–1921), US-amerikanischer Bischof
- Michael Harris (Schriftsteller) (* 1948), kanadischer Schriftsteller
- Michael Harris (Trompeter) (* 1953), Trompeter
- Michael Harris (Mathematiker) (* 1954), US-amerikanischer Mathematiker
- Michael Harris (Triathlet), australischer Triathlet
- Michael Harris (Schauspieler), Schauspieler
- Michael Harris (Rugbyspieler) (* 1988), neuseeländischer Rugbyspieler
- Michael Harris (Footballspieler) (* 1988), US-amerikanischer American-Football-Spieler
- Mick Harris (* 1967), britischer Musiker und Produzent
- Mike Harris (Rennfahrer) (1939–2021), simbabwischer Rennfahrer
- Mike Harris (Ornithologe) (1939–2023), britischer Ornithologe
- Mike Harris (Politiker) (* 1945), kanadischer Politiker
- Mike Harris (Curler) (* 1967), kanadischer Curler
- Mike Harris (Basketballspieler) (* 1983), US-amerikanischer Basketballspieler
- Mildred Harris (1901–1944), US-amerikanische Schauspielerin
- Milton Harris (1906–1991), US-amerikanischer Chemiker
- Mitch Harris (* 1970), US-amerikanischer Musiker
- Moira Harris (* 1954), US-amerikanische Schauspielerin
- Moses Harris (1731–1785), englischer Entomologe und Kupferstecher
- Murray M. Harris (1866–1922), US-amerikanischer Orgelbauer

### N
- Najee Harris (* 1998), US-amerikanischer American-Football-Spieler
- Naomie Harris (* 1976), britische Schauspielerin
- Napoleon Harris (* 1979), US-amerikanischer American-Football-Spieler und Politiker
- Naquille Harris (* 2002), Leichtathlet aus St. Kitts und Nevis
- Nathan Harris (* 1992), neuseeländischer Rugby-Union-Spieler
- Nathaniel Harris (Kunsthistoriker) (* 1937), britischer Kunsthistoriker
- Nathaniel Harris (Schauspieler) (* 1970), US-amerikanischer Schauspieler
- Nathaniel Edwin Harris (1846–1929), US-amerikanischer Politiker
- Nathaniel Harrison Harris (1834–1900), US-amerikanischer Brigadegeneral
- Neil Harris (Fußballspieler, 1894) (1894–1941), schottischer Fußballspieler und -trainer
- Neil Harris (Fußballspieler, 1920) (1920–1995), schottischer Fußballspieler
- Neil Harris (Historiker) (* 1938), US-amerikanischer Historiker und Kunsthistoriker
- Neil Harris (Fußballspieler, 1969) (* 1969), englischer Fußballspieler
- Neil Harris (Fußballspieler, 1977) (* 1977), englischer Fußballspieler und -trainer
- Neil Patrick Harris (* 1973), US-amerikanischer Schauspieler
- Nigel Harris (* 1935), britischer Ökonom
- Norma Harris (* 1947), US-amerikanische Sprinterin

### O
- Oren Harris (1903–1997), US-amerikanischer Politiker
- Otis Harris (* 1982), US-amerikanischer Leichtathlet
- Oliver Harris (Literaturwissenschaftler) (* 1961), britischer Anglist und Literaturwissenschaftler
- Oliver Harris, bürgerlicher Name von Harris (Rapper) (* 1977), deutscher Rapper
- Oliver Harris (Autor) (* 1978), britischer Schriftsteller

### P
- Patricia Roberts Harris (1924–1985), US-amerikanische Diplomatin und Politikerin
- Patrick Harris (1934–2020), britischer anglikanischer Theologe
- Paul Harris (Musiker), US-amerikanischer Musiker
- Paul Harris (Schauspieler) (1917–1985), US-amerikanischer Schauspieler
- Paul Harris (Künstler) (1925–2018), US-amerikanischer Künstler
- Paul Harris (Fußballspieler) (* 1953), englischer Fußballspieler
- Paul Harris (Musikpädagoge) (* 1955), englischer Musikpädagoge und Komponist
- Paul Harris (Zauberkünstler), US-amerikanischer Zauberkünstler
- Paul Harris (Cricketspieler) (* 1978), südafrikanischer Cricketspieler
- Paul Harris (* 1982), britischer politischer Aktivist, siehe Tommy Robinson
- Paul Harris (Basketballspieler) (* 1986), US-amerikanischer Basketballspieler
- Paul L. Harris (* 1946), britischer Psychologe
- Paul Percy Harris (1868–1947), US-amerikanischer Mitbegründer des Rotary Club
- Peppermint Harris (1925–1999), US-amerikanischer R&B-Sänger und Gitarrist
- Percy Harris (1876–1952), britischer Politiker (Liberal Party)
- Percy Wyn-Harris (1903–1979), britischer Gouverneur in den britischen Kolonien
- Peter Harris (Fußballspieler) (1925–2003), englischer Fußballspieler
- Peter Harris (Regisseur), Regisseur und Produzent
- Peter Harris (Autor, 1933), (* 1933), britischer Autor
- Peter Harris (Autor, 1951) (* 1951), auf Spanisch schreibender Autor der USA
- Peter Harris (Autor, 1956) (* 1956), südafrikanischer Rechtsanwalt und Autor
- Peter Harris (Sinologe), Sinologe und Hochschullehrer
- Peter Harris (Biologe), kanadischer Biologe und Umweltwissenschaftler
- Peter Harris (Musiker) (* 1961), britischer Musiker, Produzent und DJ
- Phil Harris (Entertainer) (1904–1995), US-amerikanischer Musiker, Entertainer und Schauspieler
- Phil Harris (Musiker) (* 1948), englischer Musiker, Gitarrist von Ace (Band)
- Phil Harris (Kapitän) (1956–2010), US-amerikanischer Krabbenfischer
- Philip Harris, Baron Harris of Peckham (* 1942), englischer Politiker der Conservative Party und Mitglied des House of Lords
- Pip Harris (1927–2013), britischer Motorradrennfahrer
- Piper Mackenzie Harris (* 2000), US-amerikanische Kinderdarstellerin
- Pippa Harris (* 1967), britische Film- und Fernsehproduzentin
- Preben Harris (* 1935), dänischer Schauspieler und Regisseur

### R
- Rachael Harris (* 1968), US-amerikanische Schauspielerin und Komikerin
- Rachel Harris (* 1975), englisch/deutsche Geigerin
- Rachel Harris (Musikethnologin), britische Musikethnologin
- Ralph Harris, Baron Harris of High Cross (1924–2006), britischer Wirtschaftswissenschaftler und Hochschullehrer
- Ratzo Harris (* 1955), US-amerikanischer Jazzmusiker
- Ray Harris (1927–2003), US-amerikanischer Rockabilly-Musiker
- Reg Harris (Reginald Hargreaves Harris; 1920–1992), britischer Radrennfahrer
- Reginald L. Harris (1890–1959), US-amerikanischer Politiker
- René Harris (1947–2008), nauruischer Politiker
- Richard Harris (1930–2002), irischer Schauspieler
- Richard Harris (Drehbuchautor) (* 1934), britischer Drehbuch- und Theaterschriftsteller
- Richard Harris (Geograph) (* 1952), kanadischer Geograph
- Richard Harris (Komponist) (* 1968), englischer Komponist
- Richard Harris (1918–2009), US-amerikanischer Jazzmusiker, siehe Dickie Harris
- Richard A. Harris, US-amerikanischer Filmeditor
- Richard Colebrook Harris, bekannt als Cole Harris (1936–2022), kanadischer Geograph
- Richard G. Harris (* 1949), kanadischer Wirtschaftswissenschaftler
- Richard I. D. Harris (* 1957), britischer Wirtschaftswissenschaftler
- Richard J. Harris (* 1973), britischer Geograph
- Richard Reader Harris (1847–1909), englischer Jurist, Methodist und Autor
- Rick Harris (Black Bart; * 1948), US-amerikanischer Wrestler
- Ricky Harris (Moderator) (* 1962), US-amerikanischer Moderator und Schauspieler
- Ricky Harris (Schauspieler) (1962–2016), US-amerikanischer Schauspieler und Komiker
- Ricky Harris (Basketballspieler) (* 1987), US-amerikanischer Basketballspieler
- Robert Harris (Politiker) (1768–1851), US-amerikanischer Politiker (Pennsylvania)
- Robert Harris (Admiral) (1844–1926), britischer Admiral
- Robert Harris (Leichtathlet) (1884–??), südafrikanischer Leichtathlet
- Robert Harris (Schauspieler) (1930–2015), US-amerikanischer Schauspieler
- Robert Harris (Diplomat) (* 1941), britischer Diplomat und Kolonialbeamter
- Robert Harris (Bischof) (* 1944), kanadischer Geistlicher, Bischof von Saint John
- Robert Harris (Dichter) (1951–1993), australischer Dichter
- Robert Harris (* 1957), britischer Journalist, Sachbuchautor und Schriftsteller
- Robert Harris (Footballspieler) (* 1969), US-amerikanischer American-Football-Spieler
- Robert A. Harris (Biochemiker) (Robert Allison Harris; * 1939), US-amerikanischer Biochemiker
- Robert A. Harris (Filmrestaurator) (* 1945), US-amerikanischer Filmrestaurator, Filmarchivar und Filmproduzent
- Robert A. Harris (Anglist) (Robert Alan Harris; * 1950), US-amerikanischer Anglist
- Robert A. Harris (Theologe) (Robert Alan Harris; * 1955), US-amerikanischer Theologe
- Robert H. Harris (1911–1981), US-amerikanischer Schauspieler
- Robert O. Harris (1854–1926), US-amerikanischer Politiker
- Robin Harris (Autor) (* 1952), britischer Autor und Journalist
- Robin Harris (Schauspieler) (1953–1990), US-amerikanischer Schauspieler und Comedian
- Robin Harris (Tennisspielerin) (* 1956), US-amerikanische Tennisspielerin
- Rodphin Harris (* 1983), trinidadischer Fußballschiedsrichter
- Rolf Harris (1930–2023), australischer Musiker und Maler
- Rollin Arthur Harris (1863–1918), US-amerikanischer Ozeanograf
- Ron Harris (Eishockeyspieler) (Ronald Thomas Harris; * 1942), kanadischer Eishockeyspieler und -trainer
- Ron Harris (Fußballspieler) (Ronald Edward Harris; * 1944), englischer Fußballspieler
- Ronan Harris (* 1967), irischer Singer-Songwriter und Musikproduzent
- Ronnie Harris (Boxer, 1947) (Ronald Allen Harris; 1947–1980), US-amerikanischer Boxer
- Ronnie Harris (Boxer, 1948) (Ronald Woodson Harris; * 1948), US-amerikanischer Boxer
- Rosemary Harris (* 1927/30), britische Schauspielerin
- Ross Harris (Komponist) (* 1945), neuseeländischer Komponist
- Ross Harris (* 1992), britischer Sänger und Komponist
- Rossie Harris (* 1969), US-amerikanischer Schauspieler und Musiker
- Roy Harris (1898–1979), US-amerikanischer Komponist
- Roy Robertson-Harris (* 1993), US-amerikanischer American-Football-Spieler
- Ruth Harris (Historikerin) (* 1958), US-amerikanische Historikerin
- Ruth Berman Harris (1916–2013), US-amerikanische Harfenistin und Komponistin

### S
- Sam Harris (Sänger) (* 1961), US-amerikanischer Sänger und Musiker
- Sam Harris (* 1967), US-amerikanischer Philosoph und Schriftsteller
- Sam Harris (Pianist) (* 1986), US-amerikanischer Jazzpianist
- Sam H. Harris (1872–1941), US-amerikanischer Theaterproduzent
- Samantha Harris (Schauspielerin) (* 1973), US-amerikanische Schauspielerin und Moderatorin
- Samantha Harris (Model) (* 1990), australisches Model
- Samantha Harris (Tennisspielerin) (* 1995), australische Tennisspielerin
- Samuel Harris (Historiker) (1682–1733), britischer Historiker
- Samuel Harris (Theologe) (1814–1899), US-amerikanischer Theologe
- Samuel Harris (Boxer) (* 1934), pakistanischer Boxer
- Sampson Willis Harris (1809–1857), US-amerikanischer Rechtsanwalt und Politiker
- Sara Harris, US-amerikanische Autorin
- Savannah Harris (* ≈1994), US-amerikanische Jazzmusikerin
- Sean Harris (* 1966), britischer Schauspieler
- Seb Harris (* 1987), US-amerikanischer Fußballspieler
- Seth Harris (* 1962), US-amerikanischer Politiker
- Shakey Jake Harris (1921–1990), US-amerikanischer Bluessänger und Songschreiber
- Shane Harris, US-amerikanischer Journalist und Autor
- Shawn Harris, US-amerikanischer Offizier und Politiker
- Shelby Harris (* 1991), US-amerikanischer American-Football-Spieler
- Sheldon H. Harris (1928–2002), US-amerikanischer Historiker
- Sheldon Harris (Musikhistoriker) (1924–2005), US-amerikanischer Blues- und Jazzforscher
- Simon Harris (Musiker) (* 1962), britischer Musiker
- Simon Harris (Politiker) (* 1986), irischer Politiker
- Stayce Harris (* 1959), pensionierte Generalleutnantin der US Air Force
- Stefon Harris (* 1973), US-amerikanischer Vibraphonist
- Stephen Harris (Produzent) (* 1968), britischer Musikproduzent
- Stephen E. Harris (* 1936), US-amerikanischer Physiker und Elektroingenieur
- Stephen Randall Harris (1802–1879), US-amerikanischer Politiker
- Stephen Ross Harris (1824–1905), US-amerikanischer Politiker
- Steve Harris (Schlagzeuger) (1948–2008), britischer Jazzmusiker und Komponist
- Steve Harris (Schriftsteller) (* 1954), englischer Schriftsteller
- Steve Harris (Bassist) (* 1956), britischer Rockmusiker
- Steve Harris (Leichtathlet) (* 1961), englischer Langstreckenläufer
- Steve Harris (Basketballspieler) (1963–2016), US-amerikanischer Basketballspieler
- Steve Harris (Schauspieler) (* 1965), US-amerikanischer Schauspieler
- Steve Richard Harris (* 1970), US-amerikanischer Schauspieler.
- Steve Harris (Rennrodler) (* 1967), kanadischer Rennrodler, Polizist, Sportmanager und Sportfunktionär
- Steve Harris, britischer Musiker, Mitglied von Archive
- Susan Harris (* 1940), US-amerikanische Drehbuchautorin
- Sylvia Harris (1953–2011), US-amerikanische Grafikdesignerin und Kunsterzieherin

### T
- Ted Harris (Edward Alexander Harris; * 1936), kanadischer Eishockeyspieler und -trainer
- Teddy Harris (Theodore Edward „Teddy“ Harris Jr.; 1934–2005), US-amerikanischer Jazzmusiker und Arrangeur
- Terrel Harris (* 1987), US-amerikanischer Basketballspieler
- Terrell Harris (* 1993), US-amerikanischer Basketballspieler
- Thaddeus Mason Harris (1768–1842), US-amerikanischer Bibliothekar und Geistlicher
- Thaddeus William Harris (1795–1856), US-amerikanischer Entomologe
- Theodore E. Harris (Theodore Edward „Ted“ Harris; 1919–2005), US-amerikanischer Mathematiker
- Theresa Harris (1906–1985), US-amerikanische Schauspielerin
- Thomas Harris (Ballonfahrer) († 1824), englischer Ballonfahrer und Erfinder
- Thomas Harris (* 1940), US-amerikanischer Schriftsteller
- Thomas Harris (Politiker, 1895) (1895–1974), irischer Politiker
- Thomas Harris (Politiker, 1964) (* 1964), schottischer Politiker
- Thomas Alexander Harris (1826–1895), US-amerikanischer Politiker
- Thomas Anthony Harris (1910–1995), US-amerikanischer Psychiater und Autor
- Thomas Bradley Harris (1826–1866), amerikanischer Kaufmann und Mitbegründer der Kolonie „Ellena“
- Thomas K. Harris († 1816), US-amerikanischer Politiker
- Thomas L. Harris (1816–1858), US-amerikanischer Politiker
- Thomas Lake Harris (1823–1906), US-amerikanischer Prediger und Winzer
- Thomas Maley Harris (1817–1906), US-amerikanischer Offizier
- Thomas Maxwell Harris (1903–1983), britischer Paläobotaniker
- Thurston Harris (1931–1990), US-amerikanischer Musiker
- Tim Harris (* 1962), britischer Radrennfahrer
- Timothy Harris (* 1964), Politiker von St. Kitts und Nevis
- Timothy Harris (Bischof) (* 1962), australischer Geistlicher, Bischof von Townsville
- Tobias Harris (* 1992), US-amerikanischer Basketballspiele
- Toby Harris, Baron Harris of Haringey (* 1953), britischer Adliger und Politiker
- Tommie Harris (1938–2025), US-amerikanischer Blues- und Jazzmusiker
- Tommy Harris (Fußballspieler, 1905) (Thomas Harris; 1905–1985), englischer Fußballspieler
- Tommy Harris (Fußballspieler, 1913) (William Thomas Harris; 1913–1997), walisischer Fußballspieler
- Tommy Harris (Fußballspieler, 1924) (Thomas Alfred Harris; 1924–2001), englischer Fußballspieler
- Tommy Harris (Rugbyspieler) (Percival Thomas Harris; 1927–2006), walisischer Rugbyspieler
- Tony Harris (Sportler) (1916–1993), südafrikanischer Cricket- und Rugbyspieler
- Tony Harris (Fußballspieler) (John Robert Harris; 1922/1923–2000), schottischer Fußballspieler
- Tony Harris (Leichtathlet) (Anthony James Harris; * 1941), britischer Mittelstreckenläufer
- Tony Harris (Footballspieler) (Anthony Harris; * 1949), US-amerikanischer American-Football-Spieler
- Tony Harris (Ornithologe) (* 1951), Ornithologe
- Tony Harris (Comiczeichner) (* 1969), US-amerikanischer Comiczeichner
- Townsend Harris (1804–1878), US-amerikanischer Kaufmann und Politiker
- Trent Harris (* 1952), US-amerikanischer Filmregisseur

### V
- Vernon Harris (1905–1999), britischer Drehbuchautor
- Vic Harris (1945–2015), englischer Snookerspieler
- Vincent Madeley Harris (1913–1988), US-amerikanischer Bischof
- Vivian Harris (* 1978), guyanischer Boxer

### W
- Walter Harris (Mediziner) (1647–1732), englischer Arzt
- Walter Harris (Politiker) (1904–1999), kanadischer Politiker
- Walter Burton Harris (1866–1933), britischer Geheimdienstmitarbeiter und Journalist
- Wendell Harris (* 1940), US-amerikanischer Footballspieler
- Whitney Harris (1912–2010), US-amerikanischer Jurist
- Wiley P. Harris (1818–1891), US-amerikanischer Politiker
- William Harris (Strandläufer) (1813–nach 1888), britischer Strandläufer
- William Harris (Botaniker) (1860–1920), irischer Botaniker
- William Harris (Schwimmer) (1897–1961), US-amerikanischer Schwimmer
- William Harris (Tennisspieler) (1947–2002), US-amerikanischer Tennisspieler
- William Harris (Musiker), US-amerikanischer Blues-Musiker
- William A. Harris (Politiker, 1805) (1805–1864), US-amerikanischer Politiker (Virginia)
- William A. Harris (Politiker, 1841) (1841–1909), US-amerikanischer Politiker (Kansas)
- William Bevan Harris (1887–1957), australischer Schauspieler und Komiker, siehe Billy Bevan
- William Cornwallis Harris (1807–1848), Major der Britischen Ostindien-Kompanie, Jäger und Afrikareisender
- William Henry Harris (1883–1973), britischer Organist und Komponist
- William J. Harris (1868–1932), US-amerikanischer Politiker
- William P. Harris Jr. (1897–1972), amerikanischer Bankier und Mammaloge
- William Snow Harris (1791–1867), britischer Arzt und Erfinder
- William Torrey Harris (1835–1909), amerikanischer Schulpolitiker und Philosoph
- William Wadé Harris (1850?–1929), liberianischer Evangelist und Prophet
- William Harris, 2. Baron Harris (1782–1845), britischer Peer und Offizier
- Willie Harris (* 1978), US-amerikanischer Baseballspieler
- Wilson Harris (1921–2018), guyanischer Schriftsteller
- Winder R. Harris (1888–1973), US-amerikanischer Politiker
- Wolde Harris (* 1974), jamaikanischer Fußballspieler
- Wood Harris (* 1969), US-amerikanischer Schauspieler
- Wynonie Harris (1915–1969), US-amerikanischer Blues-Musiker

### Z
- Zacc Harris (* 1978), US-amerikanischer Jazzmusiker
- Zahmyre Harris (* 1998), Fußballspieler der Amerikanischen Jungferninseln
- Zellig S. Harris (1909–1992), US-amerikanischer Sprachwissenschaftler

### Fiktive Figuren
- John Harris, Commander und Direktor (VEGA) in der Serie Mark Brandis: Weltraumpartisanen